# Diploglossus lessonae
Diploglossus lessonae ist mit einer Körperlänge von bis zu 35 Zentimetern ein mittelgroßer Vertreter aus der Familie der Doppelzungenschleichen. Die Art wurde zu Ehren des italienischen Zoologen Michele Lessona benannt.

## Verbreitung
Die Art kommt in den Wäldern der Bundesstaaten Paraíba, Pernambuco, Rio Grande do Norte und Ceará in Brasilien vor.

## Merkmale
Die Tiere haben ein dunkles, metallisch, glänzendes Schuppenkleid mit dünnen länglichen Querstreifen am Rücken entlang, welches an der Oberseite blau zum Schwanzende hin ins Braune übergeht. Der Bauch und die Kehle sind auffällig rot gefärbt. Die Gliedmaßen sind schwarz. Der Schwanz kann wie bei vielen Schleichen üblich bei Gefahr abgeworfen werden.

## Lebensweise
Die tagaktiven Tiere leben am Waldboden. Sie suchen dort nach Insekten, Würmern und Schnecken, eventuell auch andere kleinere Reptilien, von denen sie sich ernähren.

## Fortpflanzung
Die Art ist lebendgebärend und bringt nach einer Tragzeit von circa 5 Monaten 2–5 lebende Junge zur Welt. Die Jungtiere unterscheiden sich dabei optisch von den adulten Individuen durch ihr schwarz-weiß geringeltes Farbmuster (Mimikry).  

## Gefährdung und Schutzmaßnahmen
Die IUCN stuft diese Art aufgrund ihrer weiten Verbreitung und das für diese Art keinerlei Gefährdungen bekannt sind, als ungefährdet (Least Concern) ein.